# Спасское (Ветлужский район)
Спа́сское — село в составе Ветлужского муниципального округа Нижегородской области.
До 2009 года входило в состав Микрихинского сельсовета, с 2009 по 2022 годы — Макарьевского сельсовета.
Располагается на правом берегу реки Ветлуги, в 10 км от города Ветлуги.

## Палеонтология
В отложениях раннего триасового периода (нижнеиндский подъярус, вохминский горизонт, вохминская свита) в окрестностях Спасского найдены ископаемые образцы темноспондильной амфибии Tupilakosaurus wetlugensis, рептилиоморфа Axitectum vjushkovi, а также гибодонтообразной рыбы Hybodus spasskiensis, названной в честь этого села.

## История

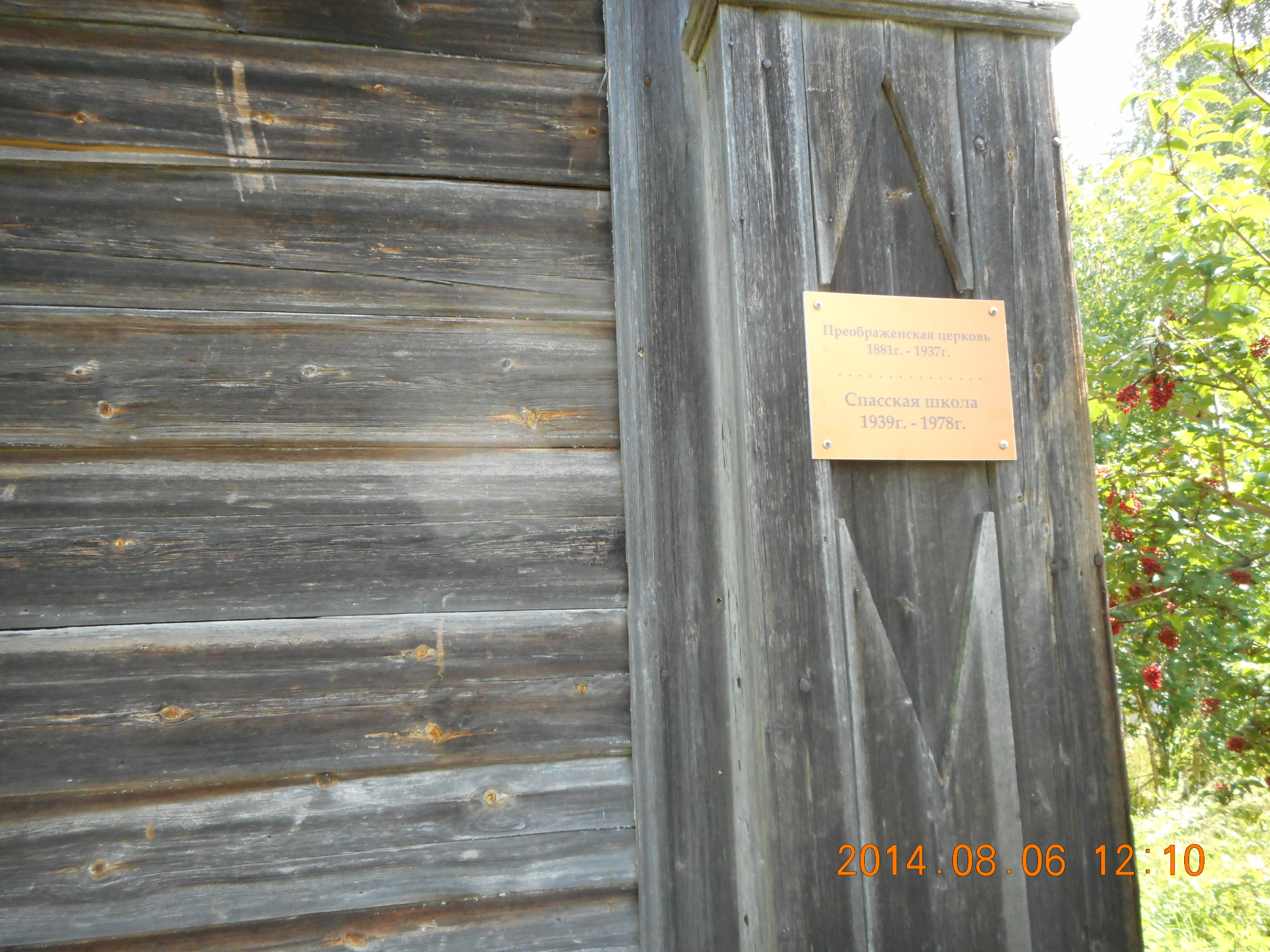
Памятная доска на полуразрушенном здании школы (церкви)

Согласно военно-статистическому обозрению Российской империи том 4 часть 3 за 1848 год в селе Спасском Ветлужского уезда Костромской губернии существовал стекольный завод, вырабатывавший продукции на 12600 рублей серебром в год.
Село Спасское расположено в красивейшем месте на берегу реки Ветлуги. Название села сохранилось до настоящего времени. В селе Спасском была построена деревянная церковь Преображения (1881 г. — 1937 г.). Жили здесь в основном священники, служители церкви и их работники. В церковь Спаса Преображения ходили люди из всех ближайших селений: Зиновихи, Погорелки, Большой Микрихи, Малой Микрихи, Спирихи, Ляпоухова, Шарапихи, Костливое и др… Около церкви рос большой сад, находилось кладбище служителей церкви. На могилах вместо креста лежал камень с высеченной надгробной надписью. Церковь была закрыта в 1937 году.
Жители занимались всеми видами сельскохозяйственного труда, чтобы прокормить свои семьи: сажали картофель, сеяли лён, овёс, пшеницу, ячмень, рожь. Держали скот: коров, лошадей, овец, поросят, кур, гусей.
В селе Спасском колхоз не организовывали, так как здесь населения было очень мало, в основном служители церкви.
В селе Спасском была начальная приходская школа. Первой учительницей была Владимирова Полина (работала с 1922 года).
В 1938 году здание церкви стали перестраивать под школу. В 1939 году в здании церкви была открыта семилетняя школа. В ней стали учиться дети из близлежащих деревень.
Первым директором школы был Овчинников Павел Павлович. Когда началась Великая Отечественная война, П. П. Овчинников ушёл на фронт и погиб. Позднее директорами школы были: Балакирев Евгений Сергеевич (фронтовик), Воробьёв Александр Михайлович, Зорин Александр Павлович (сын священника), Парусов Арий Иванович.
В 1978 году Спасская школа была закрыта из-за малого количества учеников (15 человек). После ликвидации школы все учителя и работники школы уехали из села. Ещё в селе был медпункт, сельский Совет, Дом Культуры, магазин.
В середине 70-х годов XX века в селе Спасском купил дом актёр Вельяминов Пётр Сергеевич. (Этот дом раньше принадлежал священнику.) Он, со своей семьёй, приезжал сюда каждое лето. Здесь он рыбачил на реке Ветлуге, занимался огородом, встречался с жителями окрестных деревень. Пётр Сергеевич ездил в г. Ветлугу, где состоялись его встречи с жителями Ветлуги.
В 1993 году в усадьбе Спасское проживало 2 хозяйства с населением в 2 человека. В настоящее время в селе проживает всего один житель.
6 августа 2014 года в селе Спасском состоялась встреча земляков. На этой встрече было более 20 человек. На встрече присутствовала Вера Александровна Воздвиженская (по мужу Рыжова) — одна из учителей Спасской школы. Она рассказала много интересного о школе и селе. На здании бывшей школы была установлена памятная доска: «Преображенская церковь 1881 г. — 1937 г. / Спасская школа 1939 г. — 1978 г.». Земляки вспомнили советского и российского актёра театра и кино, народного артиста РСФСР, лауреата Государственной премии СССР Петра Вельяминова, который часто навещал Спасское, любил общаться с простым народом, черпал вдохновение для новых ролей. На встрече присутствовал сын знаменитого артиста Михаил. На дачном домике Петра Сергеевича Вельяминова также была установлена памятная доска: «Здесь жил Пётр Сергеевич Вельяминов» и его портрет.

## Население
| 1999 | 2002 | 2010 |
| ---- | ---- | ---- |
| 3    | ↘1   | →1   |